# Société Générale d'Aéronautique
Société Générale d'Aéronautique (SEGA) was een Belgische vliegschool-vliegtuigbouwer te Gosselies, opgericht in 1920 door Fernand Jacquet, een aas uit de Eerste Wereldoorlog.

## Geschiedenis
Aanvankelijk repareerde SEGA alleen de vliegtuigen van de verschillende vliegclubs in de omgeving. Beetje bij beetje wist SEGA de vliegclubs samen te smelten onder de SEGA-vlag. In 1926 begon SEGA ook zelf vliegtuigen te assembleren, waaronder vijf Avia's BH-21.
In 1931 startte het Engelse Fairey Aviation een vliegtuigfabriek in hetzelfde Gosselies onder de naam Avions Fairey en ging samen met onder andere SEGA. Fernand Jacquet werd commercieel directeur.